# I’m Out
I’m Out ist ein R&B-/Hip-Hop-Lied der US-amerikanischen Sängerinnen und Rapperinnen Ciara und Nicki Minaj. Das Lied ist die zweite Single aus Ciaras fünftem Studioalbum Ciara (2013).

## Produktion und Hintergrund
Nicki Minaj hatte bereits zuvor mit Ciara für ihr eigenes Album gearbeitet. Der Song I’m Legit kam dabei zustande. Harris war so begeistert von Minaj, dass sie für ihr eigenes Album mit ihr zusammenarbeiten wollte. Es sind zwei Lieder zustande gekommen, I’m Out und Living It Up. In dem Lied geht es um die Rechte und Unabhängigkeit der Frau. Von Kritikern wurde das Lied sehr positiv aufgenommen, Popcrush bezeichnet das Lied als das Mädchen Power Sommerlied des Jahres 2013. Harris selbst ist von Nicki Minajs Versen im Lied sehr begeistert. Das Lied wurde von Rock City und The Co-Captains produziert. Das Musikvideo zu dem Lied wurde von Internetportalen wie YouTube als eines der besten dieses Jahres bezeichnet. Harris ließ sich von Janet Jacksons und Michael Jacksons Musikvideo Scream aus dem Jahre 1995 inspirieren. Der Song wurde bei Jimmy Kimmel Live!, den BET Awards, Good Morning America und beim Musiksender BET's 106 & Park gespielt.

## Charts
Im Vereinigten Königreich erreichte es Position 54. Seit ihrem Song Work (2009) hat sich keine ihrer weiteren Singles (Ride, Speechless, Gimme Dat) in den britischen Charts platziert. In den R&B Charts platzierte sich das Lied auf Platz zwölf. In den Billboard Hot 100 platzierte sich I’m Out auf Position 44 und zählt somit zu ihren erfolgreicheren Chartplatzierungen. In den Billboard R&B-/Hip-Hop-Charts kam es bis auf Rang 13.
| ChartsChartplatzierungen       | Höchstplatzierung | Wochen |
| ------------------------------ | ----------------- | ------ |
| Vereinigtes Königreich (OCC)   | 54 (1 Wo.)        | 1      |
| Vereinigte Staaten (Billboard) | 44 (5 Wo.)        | 5      |